# Fotosfera

Budowa Słońca, gwiazdy typu G:

Fotosfera – widzialna, powierzchniowa warstwa gwiazdy (np. Słońca), emitująca na zewnątrz gwiazdy fale elektromagnetyczne w postaci światła widzialnego. Typ widmowy gwiazdy określony jest przez rozkład energii w widmie ciągłym fotosfery.
Postrzeganie fotosfery jako powierzchni gwiazdy wynika ze zmian optycznej przezroczystości materii dla głębszych warstw gwiazdy. Fotosfera to najbardziej wewnętrzna część atmosfery gwiazdy. Dla atmosfery słonecznej ma grubość kilkuset kilometrów. Jej temperaturę określa się na podstawie maksimum widma, przyrównując je do widma ciała doskonale czarnego. Dla Słońca temperatura ta wynosi ok. 6000 K.
Niewielka grubość fotosfery w porównaniu z rozmiarem Słońca powoduje, że naszym oczom Słońce jawi się jako obiekt o dobrze określonym brzegu. Jednak fotosfery czerwonych olbrzymów i nadolbrzymów mogą być bardziej rozległe, i w gwiazdach tych efekt pociemnienia brzegowego może być bardziej intensywny.
Obserwacje fotosfery wykazują, że powierzchnia Słońca ma strukturę ziarnistą, tworzą ją tzw. granule, rozdzielone ciemniejszymi granicami. Granule to górne powierzchnie komórek konwekcyjnych, tworzonych przez ruch wznoszący materii ogrzewanej wewnątrz Słońca, która wypływa na powierzchnię, po czym ochładza się i opada na granicach granul. Granule mają temperaturę wyższą niż otoczenie o ok. 100 K, średnicę ok. 1000 km i istnieją około 8 minut. Po tym czasie rozpływają się one po powierzchni; zastępują je kolejne granule. Oprócz sieci granul typowej wielkości są również tak zwane supergranule o promieniach do 30 000 km istniejące dłużej, do 24 godzin. Należy się domyślać, że struktury takie istnieją również na innych gwiazdach, chociaż nie ma na to dowodów obserwacyjnych.